# Sommer-Paralympics 1984
Die VII. Sommer-Paralympics fanden vom 16. Juni bis zum 30. Juni 1984 in New York und vom 22. Juli bis zum 1. August 1984 in Stoke Mandeville, Großbritannien statt. Sie wurden als einzige an zwei getrennten Austragungsorten abgehalten.
Wie in den meisten vorangegangenen olympischen Jahren wollten die in der International Stoke Mandeville Games Federation (ISMGF) zusammengeschlossenen Behindertensportverbände ihre Spiele auch 1984 in derselben Stadt wie die Olympischen Sommerspiele austragen; der olympische Organisationsausschuss (LAOOC) von Los Angeles lehnte jedoch – da auf Kommerz ausgerichtet – die Austragung der Paralympics ab.
Der ursprünglich vorgesehene alternative Austragungsort sollte Urbana/Illinois sein, die Stadt zog sich jedoch wenige Wochen vor Beginn wegen finanzieller Probleme zurück. Daraufhin erklärte die American National Wheelchair Association (NWAA), einer der vier in der ISMGF zusammengeschlossenen Verbände, dass sie ihre eigenen Spiele für Rollstuhlathleten in Mandeville, England, dem Ursprungsort der paralympischen Idee, austragen werden; die drei anderen Behindertensportorganisationen entschieden sich für das Angebot, die Einrichtungen der Hofstra University und den Mitchel Athletic Complex in New York zu nutzen.
Wie schon die Olympischen Sommerspiele 1984 von der Sowjetunion sowie einigen weiteren Ostblock-Staaten boykottiert wurden, traf es die Sommer-Paralympics 1984 genauso.
Es nahmen 142 Sportler aus Deutschland (109 Männer und 33 Frauen), 45 aus Österreich (37/8) und 43 (35/8) aus der Schweiz an den Spielen teil.

## Teilnehmende Nationen
| - Ägypten - Argentinien - Australien - Bahrain - Bahamas - Birma - Belgien - Brasilien - Dänemark - BR Deutschland - Deutsche Demokratische Republik - Ecuador - Färöer - Finnland - Frankreich - Vereinigtes Königreich - Guatemala | - Hongkong - Indien - Indonesien - Irland - Island - Israel - Italien - Jamaika - Japan - Jordanien - Jugoslawien - Kanada - Kenia - Kuwait - Liechtenstein - Luxemburg - Malta - Mexiko | - Neuseeland - Niederlande - Norwegen - Österreich - Papua-Neuguinea - Polen - Portugal - Schweden - Schweiz - Simbabwe - Spanien - Südkorea - Thailand - Trinidad und Tobago - Ungarn - Venezuela - Vereinigte Staaten - Volksrepublik China |

## Herausragende Sportler
- Jim Martinson, USA stellte einen neuen Weltrekord im 100 m Rollstuhlrennen mit 17,13 Sekunden auf.
- Mustapha Badid aus Frankreich bekam Gold im 800 m Rollstuhlrennen mit einer Zeit von 2:17,27 Minuten.

Erfolgreichste Teilnehmer waren Ingrid Lauridson (Dänemark) und Marcia Bevard (USA) mit je 6 Goldmedaillen bzw. Siegmar Henker (BRD) mit 5× Gold und 1× Silber.

## Sportarten
- Boccia (New York)
- Bogenschießen (New York, Stoke Mandeville)
- Fußball (New York)
- Gewichtheben u. Powerlifting (New York, Stoke Mandeville)
- Goalball (New York)
- Leichtathletik (New York, Stoke Mandeville)
- Lawn Bowling (New York, Stoke Mandeville)
- Radsport (New York)
- Reiten (New York)
- Rollstuhlbasketball (New York, Stoke Mandeville)
- Rollstuhlfechten (Stoke Mandeville)
- Schießen (New York, Stoke Mandeville)
- Schwimmen (New York, Stoke Mandeville)
- Snooker (Stoke Mandeville)
- Tischtennis (New York, Stoke Mandeville)
- Volleyball (New York)
- Wrestling (New York)